# Університет Тулуза 1
Університет Тулуза 1 Капітолій — французький університет, належить до академії Тулузи. Заснований в 1968 році.

## Історія
Внаслідок травневих заворушень 1968 році наказом Едгара Фора університет Тулузи, як і багато французьких університетів, розформовано на більш дрібні: Тулуза 1, Тулуза 2 і Тулуза 3. Початково університет називається Тулуза 1 Соціальні науки відповідно до спеціалізації університету в області права, економіки та менеджменту. У 2007 році створюється науковий фонд імені Жана Жака Лаффонта і відкривається Школа економіки, котра нині є лідером за економічними дослідженнями у Франції і має міжнародне визнання. У 2009 році університет перейменовано на Університет Тулуза 1 Капітолій. У 2011 році відбудеться поглинання факультету економіки Тулузькою школою економіки.

## Структура
До складу університету входить 4 факультети, 3 інститути та Школа економіки при факультеті економіки.
Факультети:
- Факультет права
- Факультет економіки, з 2011 року Тулузька школа економіки.
- Факультет управління і комунікацій.
- Факультет інформатики.

Інститути:
- Інститут адміністрування підприємств.
- Інститут юриспруденції.
- Університетський інститут технології міста Родез.